# Bānī Nār
Bānī Nār (persiska: بانی نار) är en förstörd befolkad plats i Iran.   Den ligger i provinsen Kermanshah, i den nordvästra delen av landet, 500 km väster om huvudstaden Teheran. Bānī Nār ligger 607 meter över havet och antalet invånare är 208.
Terrängen runt Bānī Nār är kuperad åt sydväst, men åt nordost är den bergig. Runt Bānī Nār är det ganska tätbefolkat, med 72 invånare per kvadratkilometer. Närmaste större samhälle är Sheykh Salleh, 4,5 km söder om Bānī Nār. Omgivningarna runt Bānī Nār är i huvudsak ett öppet busklandskap.